# James McInnes
James McInnes MBE (* 17. Mai 1901; † 17. April 1974) war ein schottischer Politiker. Vor seinem politischen Engagement war er als Tabakwarenhändler tätig. Vor 1965 wurde ihm der Order of the British Empire in der niedrigsten Ausprägung eines Members verliehen.

## Politischer Werdegang
Seit 1923 hielt der Unionist William Alexander das Unterhausmandat des Wahlkreises Glasgow Central. Zu den Unterhauswahlen 1945 trat Alexander nicht mehr an. Stattdessen bewarb sich sein Parteikollege Hutchison um das Mandat des Wahlkreises. Der Labour-Politiker McInnes war sein Hauptkontrahent. Am Wahltag konnte sich McInnes jedoch nicht gegen Hutchison durchsetzen. Bis zu den folgenden Unterhauswahlen 1950 hatte sich die politische Stimmungslage geändert. McInnes gewann dieses Mal das Mandat gegen Hutchison und zog somit erstmals in das britische Unterhaus ein. Bei den folgenden Unterhauswahlen 1951, 1955, 1959 und 1964 hielt McInnes sein Mandat für Glasgow Central. Zu den Unterhauswahlen 1966 trat er nicht mehr an und schied damit aus dem House of Commons aus. Sein Nachfolger Thomas McMillan hielt jedoch das Mandat für die Labour Party.